# Grote ribbelboktor
De grote ribbelboktor (Rhagium sycophanta) is een keversoort uit de familie van de boktorren (Cerambycidae). De wetenschappelijke naam van de soort werd voor het eerst geldig gepubliceerd in 1781 door Schrank.